# Уэйтзи
Уэйтзи (англ. Waithe) — община и средневековое поселение, расположенное в районе Восточный Линдси, графство Линкольншир, Англия. Находится в 1.6 км к югу от общины Холтон-ле-Клэй и 1.6 км к северу от общины Норт-Торесби.
В Книге страшного суда Уэйтзи именуется как «Уэйд», которое было одним из 398 поселений во владении графа Ильбе де Ласси.
В настоящее время Уэйтзи это пустынное средневековое поселение, в котором проводятся археологические раскопки.
Одной из достопримечательностей Уэйтзи является Церковь Святого Мартина, построенная в X веке. В 1861 году этот памятник англосаксонской архитектуры был отреставрирован под руководством архитектора Джеймса Фаулера. Кроме этого, в Уэйтзи находится водяная мельница, датированная 1813 годом.